# 久坂葉子
久坂葉子（日语：／ Kusaka Yōko，1931年3月27日—1952年12月31日），日本小說家、詩人。本名為川崎澄子（日语：／ Kawasaki Sumiko）。曾祖父是建立神戶川崎財閥的男爵川崎正藏，父親川崎芳熊是川崎芳太郎的二兒子。通稱為“女太宰治”。

## 生平概要
久坂葉子於就學時期即展現出早慧的文學才華。14歲時經歷財閥解體，生活境況大不如前。久坂葉子進入相愛女子專門學校的鋼琴科就學，但未完成學業；1947年的文章內開始表現出對於「死亡」的想望，多次自殺未遂。1949年經過岛尾敏雄介紹，加入了當時於神户市當地發行的文學同人誌VIKING作家創作群，1950年憑藉ドミノのお告げ成為芥川獎候選人。1952年12月31日，久坂葉子發表遺作幾度目かの最期；同日於阪急六甲站結束自己的生命。

## 外部連結
- （页面存档备份，存于） - 青空文庫